# Dolichopus manicula
Dolichopus manicula är en tvåvingeart som beskrevs av Van Duzee 1921. Dolichopus manicula ingår i släktet Dolichopus och familjen styltflugor. Inga underarter finns listade i Catalogue of Life.